# 陳尚象
陳尚象（1553年—1613年），字心易，號見義，貴州都匀衛官籍，直隸鳳陽府定遠縣人，明朝政治人物。

## 生平
萬曆七年（1579年）己卯科貴州鄉試第六名。萬曆八年（1580年）聯捷庚辰科進士。吏部觀政，九年养病。十一年授內閣中書，十六年选授户科給事中，给假送母。曾劾罷尚書沈鯉。萬曆十八年复除本科，十九年五月任四川乡试主考官，升刑科右，二十年（1592年）因支持姜應麟，削籍。二十八年恢复原来官职，因母亲年老辞官。三十四年输资以助征播，吏部起用为原官。纂修萬歷《貴州通志》，著有《疏草》。萬曆四十一年（1613年），于贫困中赋诗谈笑而终。

## 家族
曾祖陳孜；祖父陳純；父陳大賓。母張氏。慈侍下。兄尚爵（指挥）。弟尚友、尚晋、尚本。